# Sigmertshausen
Sigmertshausen ist ein Ortsteil der Gemeinde Röhrmoos im oberbayerischen Landkreis Dachau.

## Lage
Das Kirchdorf liegt südwestlich des Gemeindeortes Röhrmoos an der Kreisstraße DAH 10. Westlich verläuft die Staatsstraße 2050.

## Gemeinde
Die 1818 durch das Zweite Gemeindeedikt begründete Gemeinde Sigmertshausen hatte keine weiteren Ortsteile. Sie wurde im Zuge der Gebietsreform in Bayern am 1. Mai 1978 in die Gemeinde Röhrmoos eingegliedert.

## Sehenswürdigkeiten

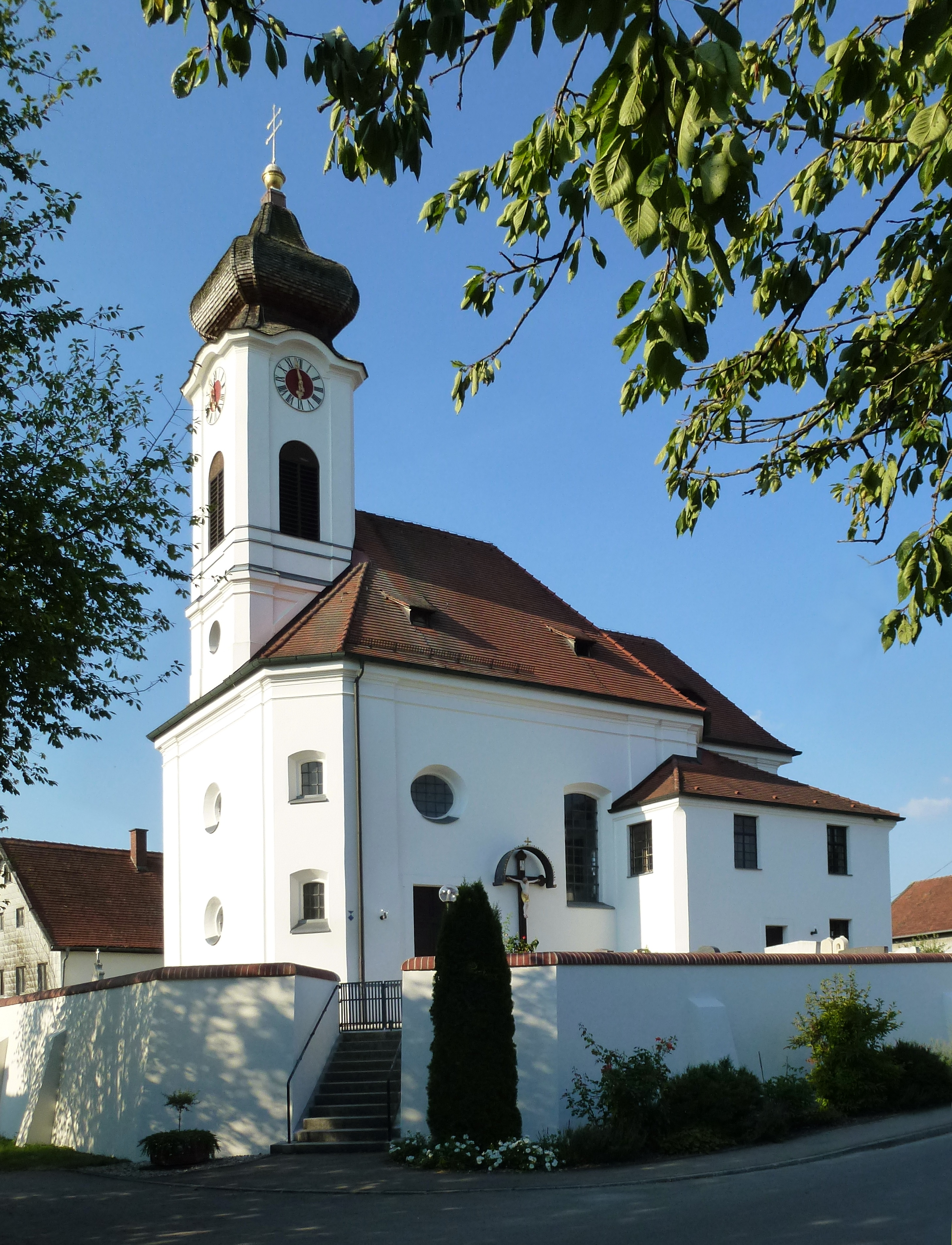
Filialkirche St. Maria und Vitalis

In der Liste der Baudenkmäler in Röhrmoos ist für Sigmertshausen ein Baudenkmal aufgeführt:
- Die römisch-katholische Filialkirche St. Maria und Vitalis wurde 1755 vom Baumeister Johann Michael Fischer errichtet. Es ist ein Saalbau mit ausgerundeten Ecken und eingezogenem, quadratischem Chor. Der in die Westseite eingestellte Turm trägt eine gedrückte Zwiebelhaube. Der südliche Kapellenanbau stammt aus der Mitte des 19. Jahrhunderts. Die aus dem 18. Jahrhundert stammende Friedhofsmauer ist mit halbrunden Deckziegeln und Strebepfeilern ausgestattet.[2] Der Hochaltar zeigt ein Gemälde des Hl. Vitalis und wurde wie auch die Michaelsglocke von der angesehenen Familie Kottermair gestiftet, welche in Sigmertshausen mehrere Lehen besitzt.